# Aloe cremersii
Aloe cremersii là một loài thực vật có hoa trong họ Măng tây. Loài này được Lavranos mô tả khoa học đầu tiên năm 1974.